# Sociale ongelijkheid
Sociale ongelijkheid is de ongelijke verdeling tussen personen en tussen groepen, van zaken die belangrijk worden geacht in een samenleving. Daarnaast is het ook de ongelijke waardering en behandeling van personen en groepen, vanwege hun maatschappelijke positie en leefstijl. Ook rechten en plichten zijn niet gelijk verdeeld. Onder meer verschillen in inkomen, kennis, gezondheid, sociale status en macht kunnen deze ongelijkheid versterken. Sociale ongelijkheid heeft zowel een economische als een relationele kant. Het economische deel betreft vooral het inkomen en de status, de relationele factor heeft vooral betrekking op machts- en afhankelijkheidsrelaties.
Verschillen in levensomstandigheden kunnen objectief worden vastgesteld. Daarnaast zijn er subjectievere sociale verschillen, met name in maatschappelijke positie: de sociale hiërarchie of sociale stratificatie. De term sociale mobiliteit verwijst naar de mate waarin men van positie kan veranderen -opklimmen- binnen die hiërarchie. Deze mobiliteit is vaak groter binnen eenzelfde sociale laag, dan tussen verschillende lagen.
In de westerse wereld is de sociale ongelijkheid in de twintigste eeuw afgenomen, hoewel de sociale mobiliteit nog altijd niet groot lijkt te zijn. Tegenover de derde wereld is de ongelijkheid toegenomen.

## Meritocratische samenleving
Terwijl Plato stelde dat ongelijkheid voortkwam uit specialisatie en taakverdeling, was het voor Aristoteles veel meer een natuurlijk gegeven. In de christelijke wereld was dit laatste eeuwenlang de norm. Na de middeleeuwen begon dit beeld te verschuiven.
Het bestaan van sociale ongelijkheid in de moderne maatschappij wordt wel verklaard vanuit twee verschillende mechanismes. Volgens Saint-Simon (1760 - 1825) zou niet iemands afkomst zoals in de standensamenleving, maar zouden individuele prestaties het onderscheid betekenen, en zo tot een opener maatschappij leiden: een meritocratie. Deze theorie van de industriële prestatiemaatschappij werd betwist door onder meer Karl Marx (1818 - 1883). Doordat kapitaal erfelijk is, zou afkomst nog steeds een grote rol spelen.
Tocqueville (1805-1859) zag in modernisering een beweging naar grotere sociale gelijkheid. Tegelijkertijd zag hij echter ook de gevaren. Zo zouden vrijheid en gelijkheid op gespannen voet met elkaar staan. Een te grote vrijheid gaat ten koste van de gelijkheid, maar andersom geldt hetzelfde. Hij stelde:
Geen enkele moderne staat kan verhinderen dat de sociale gelijkheid steeds toeneemt, maar het hangt van de staat af of het gelijkheidsbeginsel naar slavernij of vrijheid zal voeren, naar kennis of barbarij, naar welvaart of ellende.
In een meritocratische samenleving zouden intelligentie en opleiding de plaats van het individu in de samenleving moeten bepalen; in werkelijkheid blijft het moeilijk om te stijgen op de maatschappelijke ladder. Bourdieu (1930-2002) leidde hieruit af dat de klassenstructuur zichzelf voortdurend reproduceert. Deze intergenerationele sociale immobiliteit hangt niet alleen samen met het economisch kapitaal als geld en onroerend goed, maar ook het cultureel kapitaal (kennis, vaardigheden, opleiding) en het sociaal kapitaal (relaties, netwerken). De individualiseringsthese en de reproductiethese zijn de twee uitersten en hoewel beiden bruikbare elementen bevatten, komt uit onderzoek een genuanceerder beeld naar voren.

## Verschillende benaderingen
Via een aantal sociologische stromingen wordt sociale ongelijkheid op een verschillende manier benaderd. Vanuit het functionalisme ligt de nadruk op de functie, oftewel de bijdrage van het verschijnsel in een sociaal systeem. De verschillen in beloning zouden er dan voor moeten zorgen dat de belangrijkste functies door de meest getalenteerde mensen worden vervuld.
De conflictsociologie stelt dat de samenleving niet zo harmonieus is als het functionalisme lijkt te suggereren, maar dat conflict een belangrijke rol speelt. Sociale ongelijkheid komt hier voort uit machtsverschillen. Volgens Marx zou dit tot uiting komen in een klassenstrijd.
De constructionistische benadering legt de nadruk op de sociale ongelijkheid die het resultaat is van sociaal geconstrueerde structuren. Dit is onder meer het geval bij gender, leeftijd en etniciteit.

## Meting

### Gini-coëfficiënt
De Gini-coëfficiënt is een statistische maatstaf voor de ongelijkheid in een verdeling, met name voor inkomen of vermogen. De uitkomst is een getal tussen nul en één, waarbij nul correspondeert met volkomen gelijkheid, en één met volkomen ongelijkheid. 

### Andere coëfficiënten
- De 20:20 of 20/20 index vergelijkt de rijkste 20% van een populatie met de armste 20%.[1] Deze coëfficiënt kan soms beter de impact van ongelijkheid in een populatie aantonen, omdat het effect van uitschieters aan de boven- en onderkant wordt geneutraliseerd, en voorkomt dat de middelste 60% de ongelijkheid statistisch verhullen.

- De Palma-ratio, ontwikkeld door de econoom Gabriel Palma, vergelijkt de 10 procent rijkste bevolkingsgroep met de 40 procent armste groep.[2]

- De Hoover-index, ook wel de Robin Hood index of de Schutz index genoemd,  loopt, net als de Gini-coëfficiënt, van 0 tot 1, en duidt de proportie aan van het inkomen dat zou moeten herverdeeld worden om een perfecte evenredigheid te bereiken. In een extreem gelijke maatschappij wordt niets herverdeeld (score= 0), in een extreem ongelijke maatschappij moet praktisch het gehele inkomen herverdeeld worden (score= 1).